# Chicago Park
Chicago Park es un área no incorporada ubicada en el condado de Nevada en el estado estadounidense de California. Chicago Park se encuentra ubicado a lo largo de la Ruta Estatal 174 al sureste de Grass Valley.

## Geografía
Chicago Park se encuentra ubicada en las coordenadas 39°8′42″N 120°58′1″O / 39.14500, -120.96694.